# Parafia św. Bartłomieja Apostoła w Mierzeszynie
Parafia św. Bartłomieja Apostoła w Mierzeszynie – rzymskokatolicka parafia usytuowana we wsi Mierzeszyn, przy ulicy Wolności w gminie Trąbki Wielkie. Wchodzi w skład dekanatu Trąbki Wielkie w archidiecezji gdańskiej.